# Cani perduti senza collare
Cani perduti senza collare (Chiens perdus sans collier) è un film del 1955 diretto da Jean Delannoy e basato sul romanzo omonimo di Gilbert Cesbron.

## Trama
Il giudice Julien Lamy si trova di fronte a tre casi giudiziari con imputati dei minorenni; Francis Lanoux, un ladro di 15 anni, allontanato dai nonni i quali vivevano in promiscuità, mette incinta la sua giovane amica Sylvette e ruba un portafoglio nello spogliatoio di uno stadio; viene mandato nel centro rieducativo di Terneray. Il secondo caso è quello di Alain Robert, un giovane piromane orfano che, fuggito dalla fattoria in cui lavorava e a cui ha dato fuoco, con la speranza che il suo gesto riportato sui giornali permetta ai suoi genitori di rintracciarlo. L'ultimo caso riguarda Gérard Lecarnoy, abbandonato dalla madre, che troverà la sua strada diventando un funambolo con un'amica di sua madre. Il giudice Lamy non potrà fermare il destino di Francis e Sylvette che, dopo l'evasione dal centro rieducativo e in procinto di essere arrestati, moriranno annegati.

## Produzione
Le riprese furono effettuate dal 28 marzo al 13 maggio 1955. Gli esterni furono girati nei pressi di Provins e di Conflans-Sainte-Honorine; la scena della chiatta a L'Île-Saint-Denis.

## Distribuzione
Il film fu presentato in anteprima mondiale alla 16ª Mostra internazionale d'arte cinematografica di Venezia l'8 settembre 1955.

## Critica
(Leo Pestelli)
(Corrado Terzi)
(Mario Verdone)